# Cruz Blanca (Cajatambo)
Cruz Blanca es una localidad peruana ubicada en el distrito de Manás, perteneciente a la provincia de Cajatambo del departamento de Lima, al centro oeste del Perú. 

## Ubicación
Cruz Blanca se ubica al suroeste de la provincia de Cajatambo, en el distrito de Manás, en el departamento de Lima.

## Demografía
En 2017 Cruz Blanca tenía una población de 4 habitantes y 3 viviendas.